# Cartagena de Indias
|  | For andre betydninger, se Cartagena |
Cartagena eller Cartagena de Indias er en by på den nordlige kyst af Colombia i den caribiske kystregion og hovedstad i Bolívar departementos. Havnebyen har 1.001.755(2015) indbyggere. Cartagena er den femtestørste by i Colombia og den næststørste i regionen, efter Barranquilla. Cartagena byområde er også den femte største byområde i landet. Økonomiske aktiviteter omfatter sø- og petrokemiske industri samt turisme.
Byen blev grundlagt den 1. juni 1533 og opkaldt efter Cartagena i Spanien, som i sin tur er opkaldt efter Karthago i Tunesien. Området ved Cartagenabugten har været beboet af forskellige oprindelige folk siden 4000 f.v.t. I kolonitiden havde Cartagena en central rolle som administrationscenter og udvidelse af det spanske imperium. Byen var centrum for den politiske og økonomiske aktivitet på grund af tilstedeværelsen af velhavende vicekonger. I 1984 blev Cartagenas koloniale by og fæstning optaget på UNESCOs verdensarvsliste.

## Geografi

### Beliggenhed
Cartagena ligger med det Caribiske Hav mod vest, mod syd er Cartagenabugten, som har to indsejlinger: Bocachica mod syd, og Bocagrande mod nord.